# Musée la maison de Marie-Jeanne
 (mars 2023).
 (mars 2023).
L'article doit être relu — et modifié si nécessaire — par des contributeurs indépendants pour apporter un regard critique aux contributions effectuées en violation des conditions d'utilisation de Wikipédia, tant sur la forme (notamment concernant le style encyclopédique, la proportionnalité) que sur le fond (la neutralité de point de vue, la qualité et l'indépendance des sources).
 (mars 2023).
Si vous disposez d'ouvrages ou d'articles de référence ou si vous connaissez des sites web de qualité traitant du thème abordé ici, merci de compléter l'article en donnant les références utiles à sa vérifiabilité et en les liant à la section « Notes et références ».
 (mars 2023).
La mise en forme du texte ne suit pas les recommandations de Wikipédia : il faut le « wikifier ».
Les points d'amélioration suivants sont les cas les plus fréquents. Le détail des points à revoir est peut-être précisé sur la page de discussion.
- Les titres sont pré-formatés par le logiciel. Ils ne sont ni en capitales, ni en gras.
- Le texte ne doit pas être écrit en capitales (les noms de famille non plus), ni en gras, ni en italique, ni en « petit »…
- Le gras n'est utilisé que pour surligner le titre de l'article dans l'introduction, une seule fois.
- L'italique est rarement utilisé : mots en langue étrangère, titres d'œuvres, noms de bateaux, etc.
- Les citations ne sont pas en italique mais en corps de texte normal. Elles sont entourées par des guillemets français : « et ».
- Les listes à puces sont à éviter, des paragraphes rédigés étant largement préférés. Les tableaux sont à réserver à la présentation de données structurées (résultats, etc.).
- Les appels de note de bas de page (petits chiffres en exposant, introduits par l'outil «  Source ») sont à placer entre la fin de phrase et le point final[comme ça].
- Les liens internes (vers d'autres articles de Wikipédia) sont à choisir avec parcimonie. Créez des liens vers des articles approfondissant le sujet. Les termes génériques sans rapport avec le sujet sont à éviter, ainsi que les répétitions de liens vers un même terme.
- Les liens externes sont à placer uniquement dans une section « Liens externes », à la fin de l'article. Ces liens sont à choisir avec parcimonie suivant les règles définies. Si un lien sert de source à l'article, son insertion dans le texte est à faire par les notes de bas de page.
- La présentation des références doit suivre les conventions bibliographiques. Il est recommandé d'utiliser les modèles {{Ouvrage}}, {{Chapitre}}, {{Article}}, {{Lien web}} et/ou {{Bibliographie}}. Le mode d'édition visuel peut mettre en forme automatiquement les références.
- Insérer une infobox (cadre d'informations à droite) n'est pas obligatoire pour parachever la mise en page.

Pour une aide détaillée, merci de consulter Aide:Wikification.
Si vous pensez que ces points ont été résolus, vous pouvez retirer ce bandeau et améliorer la mise en forme d'un autre article.
La maison de Marie-Jeanne est un musée municipal situé à Alaincourt, dans le département de l'Aisne, au sud-est de Saint-Quentin. Il a été inauguré en juillet 2008. Les collections du musée présentent un siècle d'objets au quotidien de 1870 à 1970 rassemblés par Marie-Jeanne Delville ainsi documents liés à Robert-Louis Stevenson.

## Qui est Marie-Jeanne?
Marie-Jeanne Delville est née dans l'entre deux guerres. Couturière de formation, collectionneuse par passion, elle a rassemblé au fil des années les objets qui font le quotidien des habitants de la vallée de l'Oise. Si Marie-Jeanne met aujourd’hui à la disposition du public sa collection à Alaincourt, c’est d’abord parce qu’elle habite la commune depuis de nombreuses années et que son destin est intimement lié à la vallée. Mais c’est surtout pour créer un lien entre les générations, pour transmettre, à tous les habitants, aux enfants, aux voyageurs, et à vous.

## Robert-Louis Stevenson
Robert-Louis Stevenson est né à Édimbourg (Écosse) en 1850. Son enfance fut marquée par une grave maladie, la tuberculose, qui le tint enfermé chez lui. De cet enfermement naquit son imagination prolixe et son goût pour les voyages : sur les rivières du Nord, dans les Cévennes (sur un âne), en Angleterre, en Suisse puis aux États-Unis, dans l’Océanie, les Marquises et Samoa.
Avant même de publier ses grands romans tels L'Étrange Cas du docteur Jekyll et de M. Hyde ou L'Île au trésor, Robert Louis Stevenson a parcouru la vallée de l’Oise en canoë.
Dans son premier livre, En canoë sur les rivières du nord, il décrivit les modes de vie des populations qu’il rencontrait lors de son voyage sur les canaux et rivières, en 1876. Il y observa les paysages, les habitants et leurs modes de vie, ainsi que les objets de leur quotidien. Beaucoup des objets mentionnés dans le livre sont exposés à la maison de Marie Jeanne.
Stevenson a traversé de nombreuses régions avant d’arriver en terres picardes. Son ouvrage, écrit en 1878, est assez corrosif et le regard de Stevenson est parfois acerbe sur les populations qu’il rencontrait. Pourtant, c’est ici, dans la douce vallée de l’Oise qui traverse le département de l’Aisne, que ses critiques s’estompèrent. Il trouva à la région un charme et une authenticité inégalée.

## Collections du musée
Une salle est consacrée à Robert-Louis Stevenson et à sa descente de l’Oise en canoë.
La collection de Marie-Jeanne rassemble différents types d'objets : fers à repasser, vêtements de 1875 à 1950 et leurs accessoires, gravures de modes, linge de maison, machines à coudre, poupées, jouets, cartes postales... elle est présentée autour des  thèmes : « Le tissu », « le soin du vêtement », « L'Art Déco et la Mode », « Autour de l’enfant », « Les loisirs », « Et demain ? ».

## Le parcours de visite

### Mémoire de Robert-Louis Stevenson
Dans l’espace d’introduction consacré à Robert Stevenson, remontez le fil de l’eau et du temps à ses côtés.
Une projection audiovisuelle et une carte interactive permettent de suivre son parcours, et de découvrir la vallée de l'Oise.
Cette carte reprend l'itinéraire qu'avait parcouru Stevenson en 1876. Parti de Maubeuge, il remonta la Sambre canalisée jusqu'à Landrecies. Il emprunta ensuite successivement le Canal de la Sambre à l'Oise, le canal de Saint-Quentin et le canal latéral à l'Oise jusqu'à l'entrée de Compiègne. À Compiègne, il suivit le cours de l'Oise jusqu'à Conflans-Sainte-Honorine au confluent de l'Oise et de la Seine.

### Le fil et le tissu
C’est le tissu qui est à la base du développement économique de la vallée : le fil de lin
a tissé des relations particulières entre les habitants. De la culture de cette plante
au travail des couturières, partagez ce savoir-faire textile exceptionnel et faites un peu
de lèche-vitrine devant une boutique de mode de 1900.

### Le soin du vêtement
Le soin du vêtement est une nécessité pour les habitants : la buanderie, le lavoir, la blanchisserie, ces lieux dédiés aux soins du linge révèlent les pratiques anciennes  et leurs évolutions avec les progrès techniques.

### L'Art Déco et la Mode
L’Art Déco ne s’est pas cantonné à l’architecture, on retrouve son influence jusque dans la mode des années 20. Epoque de libération pour tous, de gaieté, de nouvelles façons de vivre.
Cet espace est consacré aux vêtements et accessoires de mode de cette époque.
Découvrez les étonnantes similitudes entre l’Art Déco de Saint-Quentin et de sa région, et les éléments de la mode féminine.

### L'enfant
Parmi la population, l’enfant, avec ses jouets, sa vie scolaire, sa mode, ses rêves, revêt une dimension particulière. Place à l’amusement, en retrouvant ses jouets d’enfance, en lançant le dé d’un jeu de l’oie géant, en s’immisçant dans la chambre d’enfant de nos grands parents et en découvrant la fabuleuse histoire des poupées.
Certains jouets sont indémodables, d’autres sont nés des découvertes scientifiques.
Tous permettent de mieux comprendre la vie des enfants depuis plus d’un siècle.

### Les loisirs et le son
Le XXe siècle consacre le temps des loisirs, du plaisir et de la liberté. Le confort entre dans les foyers et révolutionne les modes de vie / la vie quotidienne. Les Picards ont désormais le temps et les moyens de s’intéresser aux arts populaires. Symboles de cette ouverture, les appareils de diffusion du son s’introduisent dans les foyers. La musique du monde entier résonne dans la vallée : tendez l’oreille.

### Et demain?
Et demain ? Le XXIe siècle ouvre ses portes, et la Picardie rayonne toujours par ses innovations et sa recherche de l’excellence. Des objets novateurs, originaux voire insolites, naissent de l’imagination des créateurs et des brevets technologiques.
Au cœur de l’Europe, la vallée s’ouvre vers de nouveaux horizons.

## Média
- Vidéo de présentation "La Maison de Marie-Jeanne"

## Lienx externes
- La Maison de Marie-Jeanne
- Musée Alaincourt